# Last Look at Eden
Last Look at Eden (englisch für: „Letzter Blick auf Eden“) ist das 2009 erschienene achte Studioalbum der schwedischen Hardrock-Band Europe. Das Album wurde vom deutschen Magazin Rocks in die Liste der Alben des Jahres 2009 aufgenommen und erreichte Platz 31 der deutschen Albumcharts. In Schweden gelangte das Album auf Platz eins und war damit das dritte Album der Gruppe, das sich dort etablieren konnte.

## Hintergrund
Europe hatte sich 1992 aufgelöst; 2004 kam es zu einem Comeback, zu dem die Gruppe das Album Start from the Dark aufnahm, das in Schweden Platz zwei der Albumcharts erreichte. Mit dem 2006 veröffentlichten Album Secret Society festigte die Band ihren Ruf.
Last Look at Eden wurde in den „Bohus Sound Studios“ in Göteborg aufgenommen, zusätzliche Aufnahmen fanden in Stockholm statt. Hier wurden die „Playyard Studios“ und das „Studio 13“ genutzt. Die Produktion übernahm Tobias Lindell zusammen mit der Band. Als Gastmusiker wirkten Andreas Carlsson, Titiyo, Kleerup und Magnus Sjölander mit; einige der Titel wurden mit Begleitung durch Musiker des Tschechischen Symphonieorchesters unter Leitung von Tomas Brauner aufgenommen.
Das Album erschien in drei Versionen: Neben der „Jewel Case Edition“ mit zwölf Titeln kam es noch als limitiertes Digipak mit zwei Bonus-Tracks (Yesterday’s News (Live from Paris ’05) und Wake Up Call (Live from Tokyo ’05)), außerdem als streng limitierte und handsignierte „Collector’s Edition“, die das CD-Album sowie eine rote 7’’-Vinyl-Single mit den beiden exklusiven Stücken Sign of the Times (Live from Paris ’05) und Start from the Dark (Live from Paris ’05) enthält.

## Titelliste
1. Prelude (Joey Tempest, Mic Michaeli, Tobias Lindell) – 0:52
2. Last Look at Eden (Joey Tempest, Andreas Carlsson, Europe) – 3:55
3. Gonna Get Ready (Joey Tempest, Andreas Carlsson, Europe) – 3:35
4. Catch That Plane (Joey Tempest, Europe) – 4:46
5. New Love in Town (Joey Tempest, Mic Michaeli, Andreas Carlsson, Europe) – 3:33
6. The Beast (Joey Tempest, John Levén, Europe) – 3:23
7. Mojito Girl (Joey Tempest, Europe) – 3:44
8. No Stone Unturned (Joey Tempest, Europe) – 4:48
9. Only Young Twice (Joey Tempest, John Norum, Europe) – 3:51
10. U Devil U (Joey Tempest, Europe) – 4:10
11. Run with the Angels (Joey Tempest, John Norum, Mic Michaeli, Europe) – 4:03
12. In My Time (Joey Tempest, Andreas Carlsson, Europe) – 6:15

Limited Edition Digipak Bonustracks
1. Yesterday’s News [Live] (Joey Tempest, Kee Marcello, John Levén, Mic Michaeli, Ian Haugland)
2. Wake Up Call [Live] (Joey Tempest, John Norum)

Collector’s Edition Bonustracks
1. Sign of the Times [Live] (Joey Tempest)
2. Start from the Dark [Live] (Joey Tempest, John Norum)

## Rezeption
„Die Band, die schon vor 30 Jahren gegründet wurde, bringt damit frischen Wind in die Hard Rock Szene und mischt sie kräftig durch. Denn die Gründungsmitglieder John Norum und Joey Tempest zeigen auf diesem Album die ganze Palette ihres Könnens: Während John Norum seine Künste auf der Gitarre zum Besten gibt, glänzt Joey Tempest mit seinem Gefühl für eingängige Melodien und natürlich mit seinem unverkennbaren Gesang. Das Album ist geprägt von hochmelodischem Hardrock, der beweist, dass Europe auch nach so vielen Jahren im Rock-Business nichts von ihrem kreativen Talent eingebüßt haben. Man kann so mit ruhigen Gewissen von dem „Comeback des Jahres“ sprechen, denn jeder Track ist ein wahrer Hörgenuss. […] Es ist beachtlich, dass Europe noch immer klassischen Hardrock im großen Stil machen, es jedoch nicht verpasst haben mit der Zeit zu gehen. Das Album klingt neu und aufregend, ruft aber dennoch alte Hits in Erinnerung.“